# Плоска (притока Сейму)
Плоска — річка в Росії, у Прохоровському й Пристенському районах Бєлгородської й Курської областей. Ліва притока Сейму (басейн Дніпра).

## Опис
Довжина річки 22 км, площа басейну 111 км².

## Розташування
Бере початок на північному сході від села В'язове. Тече переважно на північний захід через Троїцьке і біля Орлянки впадає в річку Сейм, ліву притоку Десни.
Населені пункти вздовж берегової смуги: Верхньоплоске, Шатиловка, Сазановка.
Річку перетинає залізниця Санкт-Петербург — Москва. Відстань від річки до станції Сазонова приблизно 1,2 км.